# 函岬誉
函岬 誉（はこさき ほまれ、12月6日 - ）は、日本の漫画家。熊本県出身。女性。

## 人物
代表作は『嫁姑の拳』。主婦向けの雑誌をメインに活動し、読み切り形式のギャグ漫画作品の他、ミステリー作品などを執筆。作中には格闘技、バイクなどが多く描写されている。

## 作品リスト
- 私の顔にさようなら （『ミステリーブラン』2018年2月号 - ）
- マチたん！（『オフィスユー』）
- 夫婦の鐘（ゴング）（『オフィスユー』）
- 嫁姑の拳（『Eleganceイブ』2007年12月号 - ）全5巻
- 嫁姑の拳Z（『Eleganceイブ』）